# コストロマ州

コストロマ州
ロシア語: Костромская область

コストロマ州（コストロマしゅう、Костромска́я о́бласть）はロシアの州（オーブラスチ）の一つ。州都であるコストロマの他、ネレフタ、ガーリチ、ソリガリチ、マカリエフといった歴史的な都市がある。18世紀から繊維工業が発達している。
1944年にヤロスラヴリ州から分離したが、再合併の計画がある。面積60,211km2、2021年国勢調査によると、人口は580,976人。

## 地理
この州は北のヴォログダ州、東のキーロフ州、南のニジニ・ノヴゴロド州、西のイヴァノヴォ州、北西のヤロスラヴリ州と接している。ヴォルガ川とコストロマ川の二つの大河がある。州域の大部分は森林に覆われていて、ヨーロッパの主要な材木生産地の一つである。

## 行政区画
コストロマ州は以下の地区（ラヨン）からなる。
| 地区（район）                                  | 中心地                 |
| ---------------------------------------------- | ---------------------- |
| アントロポヴォ地区（Антроповский район）       | アントロポヴォ         |
| ブイ地区（Буйский район）                      | ブイ※                  |
| ヴォフマ地区（Вохомский район）                | ヴォフマ               |
| ガーリチ地区（Галичский район）                | ガーリチ※              |
| カドゥイ地区（Кадыйский район）                | カドゥイ               |
| コログリフ地区（Кологривский район）           | コログリフ             |
| コストロマ地区（Костромской район）            | コストロマ※            |
| クラスノセリスキー地区（Красносельский район） | クラスノエ=ナ=ヴォルゲ |
| マカリエフ地区（Макарьевский район）           | マカリエフ             |
| マントゥロヴォ地区（Мантуровский район）       | マントゥロヴォ※        |
| ミョージャ地区（Межевской район）              | ゲオルギエフスコエ     |
| ニェヤ地区（Нейский район）                    | ニェヤ※                |
| ネレフタ地区（Нерехтский район）               | ネレフタ※              |
| 十月地区（Октябрьский район）                  | ボロヴァロヴォ         |
| オストロフスコエ地区（Островский район）       | オストロフスコエ       |
| パーヴィノ地区（Павинский район）              | パーヴィノ             |
| パルフェーニエヴォ地区（Парфеньевский район）  | パルフェーニエヴォ     |
| ポナーズィレヴォ地区（Поназыревский район）    | ポナーズィレヴォ       |
| プィシチュク地区（Пыщугский район）            | プィシチュク           |
| ソリガリチ地区（Солигаличский район）          | ソリガリチ             |
| スジンスラヴリ地区（Судиславский район）       | スジンスラヴリ         |
| スサニノ地区（Сусанинский район）              | スサニノ               |
| チューフロマ地区（Чухломский район）           | チューフロマ           |
| シャリヤ地区（Шарьинский район）               | シャリヤ※              |

※地区に属さない州直轄市

## 標準時
この地域は、モスクワ時間帯の標準時を使用している。時差はUTC+3時間で、夏時間はない。（2011年3月までは標準時がUTC+3で、夏時間がUTC+4時間、同年3月から2014年10月までは通年UTC+4であった）